# Pål Nyrén
Pål Nyrén (* 1955) ist ein schwedischer Chemieingenieur und Biochemiker und einer der Erfinder der Pyrosequenzierung, eine der Grundlagen der Next-Generation-Sequenzierungsmethoden, die um 2007 auf den Markt kamen.

## Biografie
Nyrén studierte an der Königlich Technischen Hochschule (KTH) in Stockholm Chemieingenieurwesen mit dem Diplom 1981 und wurde 1985 an der Universität Stockholm in Biochemie promoviert (The proton pumping pyrophosphatase from Rhodospirillum rubrum). Als Post-Doktorand war er bei John Walker am Laboratory of Molecular Biology in Cambridge. 1988 wurde er Dozent für Biochemie an der Universität Stockholm und 1999 Professor für Biochemie an der KTH.
1997 gründete er die Firma Pyrosequencing, die die Methode ab 1999 vermarktete. Die Firma änderte 2003 den Namen in Biotage und wurde 2008 von Qiagen für 53 Millionen Dollar übernommen.
Mitte der 1990er Jahre entwickelte er mit Mathias Uhlén und Mostafa Ronaghi die Technik der Pyrosequenzierung von DNA. Sie war die Basis des ersten kommerziellen DNA-Sequenzierungsautomaten (454 GS FLX), der ab 1999 von Jonathan Rothberg in der Firma 454 Life Sciences mit Chip-Technologie (Ionen-Halbleiter-DNA-Sequenzierung) entwickelt wurde und 2005 auf den Markt kam. Die erste Idee dazu kam ihm 1986 als Post-Doktorand in Cambridge, wo er die DNA noch mühsam mit der verbesserten und automatisierten Sanger-Methode sequenzieren musste. Zurück in Stockholm forschte er über Photosynthese und entwickelte eine Methode, die Lichtemission einer photosynthetischen Reaktion einzufangen. Er übertrug diese Methode auf die Messung mit fluoreszierenden Molekülen markierter DNA, der Beginn der Pyrosequenzierungsmethode (benannt nach der starken Lumineszenz der benutzten Farbstoffe ähnlich Feuerschein).  Nachdem er daran lange nebenbei gearbeitet hatte, widmete er sich ihr ab 1994 in Vollzeit und zog zwei Kollegen vom KTH hinzu (Uhlén und Ronaghi). 2001 wurde ein Patent erteilt. Im Gegensatz zu den anderen damals verwendeten Methoden benutzte die Methode keine radioaktiven Marker und damit keine im  Umgang gefährlichen radioaktiven Substanzen.
2013 erhielt er den Europäischen Erfinderpreis.

## Schriften
- P. Nyren, B. Pettersson, M. Uhlen: Solid Phase DNA Minisequencing by an Enzymatic Luminometric Inorganic Pyrophosphate Detection Assay,  Analytical Biochemistry, Band 208, 1993, S. 171–175. PMID 8382019.
- Mostafa Ronaghi, Mathias Uhlén, Pål  Nyrén: A Sequencing Method Based on Real-Time Pyrophosphate, Science, Band 281, 1998, S. 363–365
- P. Nyrén: The history of Pyrosequencing. Methods, Mol. Biol., Band 373, 2007, S.  1–14.